# Fritz Koch
Fritz Anton Peter Koch (født 16. december 1857 på Rønnovsholm, Vendsyssel, død 24. august 1905 i København) var en dansk arkitekt.
Fritz Koch var søn af forpagter Rasmus Malling Koch (1829-1876) og dennes 1. hustru Louise Marie Cathrine født Koch (død 1860), men kom 12 år gammel i pleje hos sin farbroder i Odense, borgmester George Koch. Han kom i tømrerlære, blev dimitteret fra Odense Tekniske Skole, blev optaget på Kunstakademiets Arkitektskole september 1877 og tog afgang december 1882. Han vandt den lille guldmedalje 1890 (for En bygning til Den kongelige Landsoverret samt Hof- og Stadsret), var assistent hos Heinrich Wenck og stadsarkitekt Ludvig Fenger.
Han modtog som medaljemodtager Akademiets rejsestipeindium 1890 og havde allerede været på rejser 1884-86 i Tyskland, Italien og Frankrig. Han rejste på sit stipendium i 1890 eller 1891. Fra 1902 til sin død 1905 var Koch formand for Foreningen til Hovedstadens Forskønnelse. Han udstillede på Charlottenborg Forårsudstilling i årene 1883-1902 (6 gange med 9 værker).
Fritz Koch var en glimrende tegner og besad en rig og levende kunstnerisk fantasi. Hans pakhus i Larsbjørnsstræde betegnede ved sin frie, personlige udformning en milepæl i frigørelsen fra de historiske stilarter. Også Telefonhuset, den engelsk-barokke villa i Valby og Jernfabrikanternes barokke gavlhus i de hjemlige materialer fortjener at fremhæves.
Han blev gift 30. december 1897 i København med Julie Emma Nicoline Muus (9. februar 1855 i Flensborg – 29. april 1938 i København), datter af kaptajn, senere oberst Laurids Hack Ludvig Muus (1814-1872) og Anna Louise Elisabeth Synnestved (1824-1891). Han er begravet på Holmens Kirkegård.

## Værker
- Københavns første telefonkiosker for A/S Kjøbenhavns Telefonkiosker (1895-96, en enkelt fredet 1994): Se listen her.
- Lundsgade 4, Østerbro, København (1896)
- Skolen ved Østre Gasværk, nu Strandvejsskolen, Østerbrogade, København (1896-97)
- Falkonergårdens Gymnasium (forh. Teisens højere Pigeskole), Dr. Priemes Vej, Frederiksberg (1898-99)
- Pakhuset Larsbjørnsstræde 3, København (1899)
- Aarhus Elektricitetsværk, Aarhus (1900, nedrevet)
- Den danske pavillon til Verdensudstillingen i Paris 1900 (sammen md Thorvald Bindesbøll)
- Telefonhuset for KTAS, Nørregade 21-25, København (påbegyndt juni 1900 og fuldført af Jens Ingwersen)
- Villa, Antoinettevej 2, Valby (1901)
- Langeliniepavillonen (1902, bombesprængt ved schalburgtage 1944)
- Nørre Voldgade 30, domicil for Foreningen af Fabrikanter i Jernindustrien i København (1903-04, sammen med Gotfred Tvede, præmieret)
- Højbro Plads 10, domicil for Kgl. Brand (opf. efter Kochs død af Gotfred Tvede 1905-06)
- Villa i Kongens Lyngby for inspektør Kaysen
- Villa Johanne ved Aggershvile for grosserer Bojesen

Han skal som assistent hos stadsarkitekt Fenger have haft en væsentlig andel i Vestervoldgades Kommuneskole (1889-90) og syslede med en bebyggelsesplan for Valby.

### Restaureringer
- Christians Kirke (1901 og 1904)

### Projekter
- Mindesmærke for slaget på Reden 2. april 1801 (1900)
- Hotel Bristol (1901)